# Плесьна (Західнопоморське воєводство)
Плесьна (пол. Pleśna, нім. Pleushagen) — село в Польщі, у гміні Бендзіно Кошалінського повіту Західнопоморського воєводства.